# Cơm dừa
Cơm dừa là một món ăn được chế biến bằng cách ngâm gạo trắng trong nước cốt dừa hoặc nấu với dừa nạo sợi. Vì cả dừa và lúa gạo thường rất dễ tìm ở các vùng nhiệt đới trên toàn thế giới nên cơm dừa hầu như xuất hiện trên khắp các nền văn hóa thế giới. Món này trải dài qua đường xích đạo từ tiểu lục địa Ấn Độ, Đông Nam Á, Nam Mỹ, Trung Mỹ., Đông Phi, Tây Phi, Caribe và Châu Đại Dương.

## Đông Nam Á

### Miến Điện
Trong ẩm thực Miến Điện, ohn htamin (အုန်းထမင်း), là món cơm nấu với nước cốt dừa, là một món chính yếu trong các nghi lễ, thường được ăn thay cho cơm trắng thông thường. Trong phiên bản giản đơn nhất của ohn htamin, cơm được nấu với nước cốt dừa, cùng với hẹ tây chiên và muối, làm tăng thêm hương vị thơm ngon và phong phú của món cơm.  Ohn htamin thường được ăn kèm với cà ri sibyan Miến Điện.

### Indonesia
Cơm nấu trong nước cốt dừa thực sự khá phổ biến ở Indonesia. Tại mỗi khu vực đều phát triển phiên bản riêng của món. Tại Indonesia, cơm dừa đơn giản thường được nấu từ gạo trắng, nước cốt dừa, gừng, hạt giống cỏ cà ri, sả và lá dứa. Công thức cơm dừa phổ biến nhất ở Indonesia là nasi uduk tại Jakarta.  Một công thức nấu cơm sữa dừa khác bao gồm nasi gurih tại Aceh  và nasi liwet trên đảo Java. Nasi kuning là món cơm vàng của Indonesia, khá giống với cơm dừa, cho thêm nghệ làm chất tạo màu và hương vị. Một công thức nấu cơm dừa tương tự khác là nhồi gạo với kết cấu dày hơn, ví dụ: món burasa tại Makassar và món lemang phổ biến ở Minangkabau .

### Malaysia
Nasi lemak (cơm nấu với nước cốt dừa và lá dứa) là công thức nấu cơm dừa phổ biến nhất ở Malaysia. Đây được xem là một món ăn quốc gia của Malaysia.

### Thái Lan
Trong ẩm thực Thái Lan, cơm dừa ngọt rất phổ biến như một món tráng miệng hay món ăn nhẹ. Món được nấu bằng gạo nếp, nước cốt dừa, đường, muối, nước; nổi tiếng nhất khi kèm thêm vài lát xoài chín và cho thêm ít kem dừa. Ngoài thời điểm mùa xoài, món có thể ăn kèm với các loại trái cây khác hoặc các món bán ngọt. Các món tráng miệng từ cơm dừa phổ biến khác là: 
- khao tom mat, dùng chuối ngọt hấp bên trong cơm nếp còn lá chuối dùng gói bên ngoài.
- khao lam, dùng hỗn hợp gạo và nước cốt dừa được hấp bên trong một đoạn tre.
- khao niao kaeo, món tráng miệng ngọt ngào gồm gạo nếp, nước cốt dừa cùng một lượng lớn đường, thường có màu hồng hoặc xanh.

## Tiểu lục địa Ấn Độ

### Ấn Độ
Ở Ấn Độ, cơm dừa ([[]]: కొబ్బరి అన్నం Telugu, ಕಾಯಿ ಅನ್ನಂ Kannada) nổi tiếng tại các vùng phía nam. Tại nước này, cơm dừa thường được làm từ gạo basmati với hương vị dừa nhẹ thu được từ nước cốt dừa, thường được ăn cùng cà ri. Món được nấu bằng dừa bào (hoặc dừa nạo hoặc nạo/khô). Một cách để làm món này là nấu riêng cơm (tốt nhất là dùng loại gạo dẻo và nhẹ khi nấu chín) rồi trộn với hỗn hợp dừa (dừa bào sợi rang mè/dầu dừa và thêm gia vị gồm ớt bột, hạt cứng, lá/bột cà ri và các loại gia vị khác).

### Sri Lanka
Ở Sri Lanka, cơm dừa thường được gọi là "cơm sữa" hay kiribath. Món được phục vụ rộng rãi trên toàn quốc vào những dịp đặc biệt để đánh dấu thời điểm hoặc khoảnh khắc tốt lành. Món được ăn kèm với miris lunu, một loại củ hành, hỗn hợp gia vị sambol với ớt đỏ, hành tây, cà chua, chanh và muối cùng umbalakada.

## Mỹ Latin

### Colombia và Panama

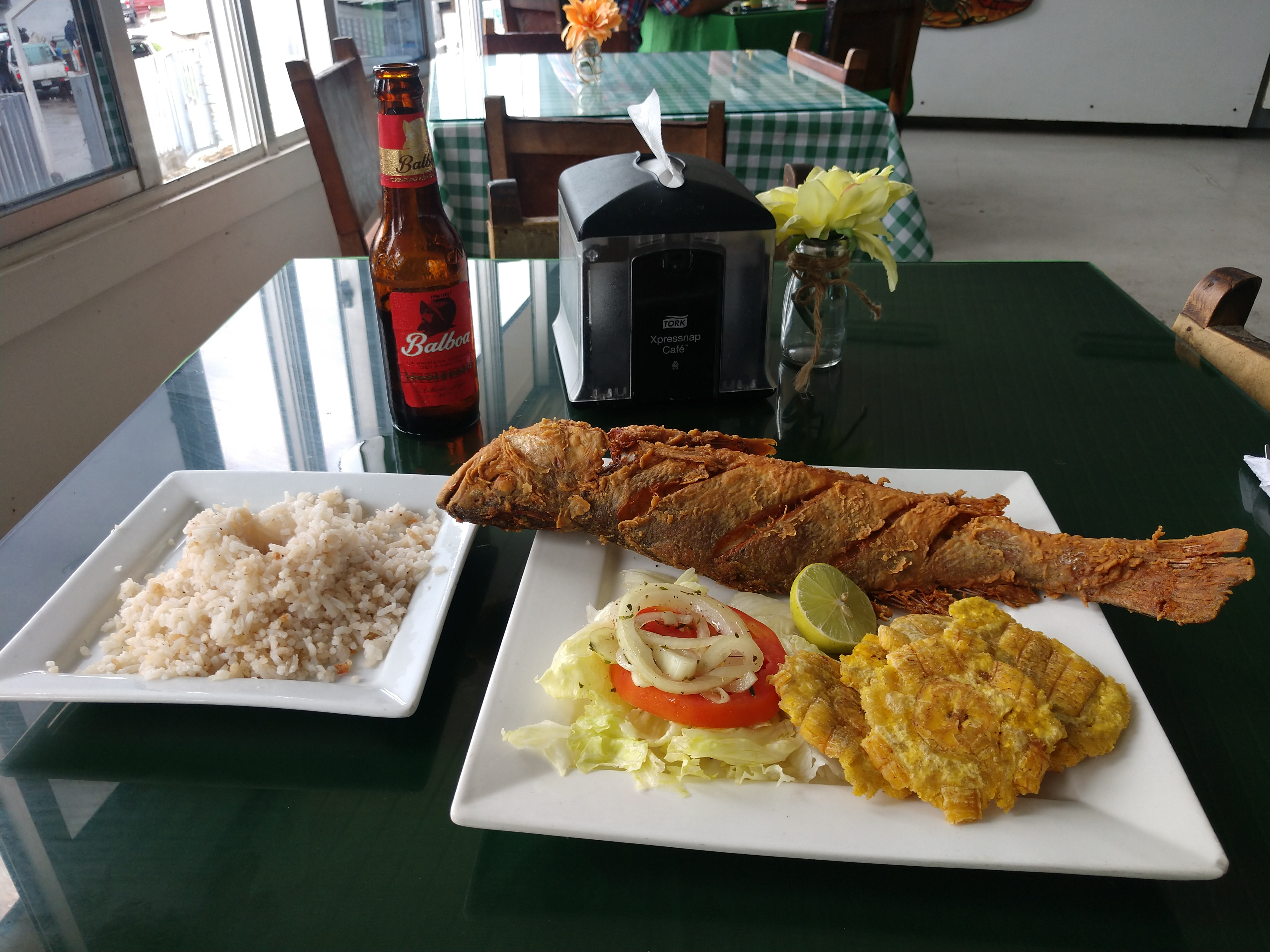
Cơm dừa với cá chiên và chuối rán, được phục vụ ở Thành phố Panama.

Trên bờ biển Caribe của Colombia và Panama, arroz con coco là một món cá đặc trưng. Món này được nấu bằng gạo trắng với nước cốt dừa kết hợp với cơm dừa bào sợi, nước, muối, nho khô (tùy chọn) và đường.

### Honduras
Tại bờ biển Caribe của Honduras, cơm được nấu theo truyền thống với dầu dừa, nước cốt dừa, tỏi, hành tây và đậu đỏ hoặc đen, món ăn thịnh soạn được gọi là "cơm và đậu". Món này đặc biệt phổ biến đối với người Honduras có tổ tiên gốc Phi (Garifuna). Nhưng giống như nhiều người Garifuna và món ăn có ảnh hưởng từ châu Phi, món phổ biến đối với tất cả người Honduras và được người Honduras thuộc mọi chủng tộc xem là món ăn đặc trưng của đất nước này.

### Puerto Rico
Ở Puerto Rico, cơm dừa thường được ăn kèm với cá và chuối nấu ăn ngọt. Cơm được xào với dầu dừa và muối, dừa bào sợi và nước cốt dừa, sau đó thêm tỏi, hành, ngò, nho khô và kim quất. Cơm sau đó được bọc trong lá chuối khi nấu lên. Một món cơm dừa phổ biến khác là arroz con dulce (bánh pudding cơm dừa), một món tráng miệng được làm từ sữa, nước cốt dừa, kem dừa, nho khô, vani, rượu rum, đường, gừng và gia vị. Bánh gạo Puerto Rico phổ biến ở Colombia, Cuba và Venezuela.

## Châu phi

### Nigeria
Ở Nigeria, cơm dừa được nấu bằng cơm trong nước dừa hay cùi dừa bào. Phần cùi dừa bào được ngâm trong nước nóng và sau đó để ráo nước nhằm tạo ra "sữa". Sữa có thể được thêm vào xốt sệt cà chua, chẳng hạn như sữa được dùng cho món cơm Jollof hoặc nấu riêng với cơm.

## Châu đại dương

### Samoa
Ở Samoa, cơm dừa được gọi là Alaisa fa'apopo và được nấu bằng cơm trắng trong nước cốt dừa. Một biến thể của cơm dừa được gọi là Koko alaisa được nấu bằng cách bổ sung ca cao và lá cam, thường ăn như món lót dạ hoặc tráng miệng. Cơm dừa thường được ăn riêng hoặc dùng kèm với các món như Moa fa'asaina .